# Temporada do Paysandu Sport Club de 2013
O Paysandu Sport Club em 2013 compete em três competições: Campeonato Paraense (97º), Copa do Brasil (16º) e Campeonato Brasileiro - Série B (14º), além de partidas amistosas.
Conquistou o Campeonato Paraense (45º título).

## Fatos marcantes
- 2 de janeiro
  - O elenco do Paysandu retorna aos trabalhos e parte para a cidade de Barcarena onde fora feita a pré-temporada.[8]
  - O ex-jogador e vereador de Belém, Vandick Lima assume a presidência do Paysandu. O mandato é de dois anos, e acaba no final de 2014.[9]
- 6 de janeiro - É realizado o primeiro jogo do Paysandu no ano de 2013. Em um jogo amistoso contra a seleção de Barcarena, o bicolor venceu por 3x1.[10]
- 8 de janeiro - O ídolo bicolor Iarley é anunciado oficialmente como reforço do time em 2013. É a volta do jogador após 10 anos.[11]
- 9 de janeiro - O lateral-esquerdo Rodrigo Alvim é o segundo reforço contratado pelo Paysandu em 2013.[12]
- 13 de janeiro - Primeiro jogo oficial do Paysandu no ano. A partida foi realizada no Estádio Curuzu contra o São Francisco-PA. Foi também a apresentação de Iarley para a torcida presente no estádio.[13]
- 26 de janeiro - Ocorre o primeiro clássico Re-Pa do ano, com vitória do Remo por 2x1.[14]
- 3 de março - O Paysandu faz a primeira final do ano. Vencendo o rival Remo, o Paysandu sagrou-se campeão da Taça Cidade de Belém de 2013 que corresponde ao primeiro turno do Campeonato Paraense.[15]
- 24 de abril - Em homenagem aos 10 anos da vitória contra o Boca Juniors em La Bombonera, o Paysandu lançou seus novos uniformes da marca alemã Puma em um evento festivo realizado na sede social do clube.[16]
- 19 de maio - O Paysandu conquista o Campeonato Paraense, após derrotar o Paragominas no jogo de ida por 4x0, e na volta por 3x1.[17]
- 24 de maio - Ocorre a estreia bicolor no Campeonato Brasileiro - Série B. A partida inaugural foi contra o ASA no Estádio Arena Verde. O resultado foi empate por 1x1.[18]
- 31 de maio - O nome do atacante Marcelo Nicácio é anunciado pelo Paysandu. O jogador com experiência nacional é a esperança de gols no time e é dada como a melhor contratação no ano.[19]
- 1 de junho - O treinador Lecheva é demitido do cargo. É a primeira dispensa de treinador do clube no ano.[20]
- 3 de junho - O novo treinador é Givanildo Oliveira, o nome foi anunciado pela diretoria do clube para o lugar de Lecheva.[21]
- 4 de junho - A primeira vitória do Paysandu na Série B foi diante do Paraná, jogando no Mangueirão com o placar de 2x0. No comando, o auxiliar técnico Rogerinho Gameleira. O jogo também marcou a volta do time a Belém após cumprir punição de mando de campo.[22]
- 24 de julho - O Paysandu é eliminado da Copa do Brasil, perdendo para o Atlético Paranaense por 2x1. O placar do jogo de ida foi 0x0.[23]
- 28 de julho - Após sequencia negativa, o técnico Givanildo Oliveira é demitido pelo Paysandu. Foi a segunda saída de treinador no ano.[24]
- 5 de agosto - Após a segunda saída de treinador, o substituto é anunciado pela diretoria bicolor. Trata-se de Arturzinho.[25]
- 27 de agosto - O artilheiro do Campeonato Paraense de 2013, Aleilson é confirmado pelo Paysandu para o seguimento da Série B.[26]
- 18 de setembro - Mais uma troca de treinador no Paysandu. Arturzinho não rendeu o esperado e é demitido pelo clube.[27]
- 19 de setembro - Apenas um dia depois, a diretoria arranja um novo treinador para o clube. É o experiente Vágner Benazzi, que chega com a missão de tirar o Paysandu do rebaixamento.[28]
- 18 de outubro - Em situação delicada na tabela de classificação, o Paysandu perde em casa para o Avaí. Foi o estopim para a torcida que jogou bombas ao gramado e confrontou a polícia. A partida teve de ser encerrada antes do tempo regulamentar e os visitantes venceram por 2x0.[29]
- 29 de outubro - Pela primeira vez na Série B, o Paysandu consegue vencer fora de casa. O adversário foi o América Mineiro que perdeu em Belo Horizonte por 1x0.[30]
- 12 de novembro - Com grandes chances de rebaixamento, o Paysandu vence de maneira heroica o Palmeiras no Mangueirão por 1x0. Foi o necessário pro clube continuar vivo na competição.[31]
- 23 de novembro - Debaixo de uma chuva memorável, o Paysandu perde para o Bragantino dentro de casa e se complica no campeonato. Foi o penúltimo jogo do ano, e o clube dependeria de um milagre na última rodada para escapar da queda.[32]
- 25 de novembro - Às vésperas do último jogo, o técnico Vágner Benazzi pede demissão e deixa o clube em uma situação delicada para o jogo em Recife contra o Sport.[33]
- 27 de novembro - Após a saída do treinador, o Paysandu dispensou mais nove jogadores antes de acabar a temporada.[34]
- 30 de novembro - O clube bicolor entrara em campo pela última vez em 2013. Com um time repleto de jogadores da base, o Paysandu segura um empate contra o Sport, mas é rebaixado para a Série C de 2014.[35]

## Uniformes de Jogo

### Uniformes de Jogo
- O 1º uniforme é uma camisa azul com duas grandes listras verticais brancas, short e meiões azuis.
- O 2º uniforme é composto por uma camisa branca que com duas listras diagonais em dois tons de azuis, shorts e meiões brancos.
- O 3º uniforme é a tradicional camisa listrada em azul e branco, short e meiões azuis.

| Cores do Time · Cores do Time · Cores do Time · Cores do Time · Cores do Time | Cores do Time · Cores do Time · Cores do Time · Cores do Time · Cores do Time | Cores do Time · Cores do Time · Cores do Time · Cores do Time · Cores do Time |  |

### Uniforme de Treino
| Jogadores | C. Técnica |  |

## Elenco
Elenco que encerrou a temporada 2013

Ver também: Lista de futebolistas do Paysandu Sport Club por ano
Legenda
- : Atual Capitão
- : Jogador suspenso.
- : Jogador contundido
- + : Jogador em fase final de recuperação
- + : Jogador sem condições físicas ou não regularizado junto à CBF
- : Prata da casa

### Transferências 2013

#### Campeonato Brasileiro - Série B
Legenda
: Jogadores que voltam de empréstimo

: Jogadores emprestados
| Chegadas |      |                    |                       |
|          | Pos. | Jogador            | Clube anterior        |
|          | M    | Cássio             | Fluminense            |
|          | M    | William Leandro    | Coritiba              |
|          | A    | Dennis             | Ponte Preta           |
|          | V    | Artur              | Coritiba              |
|          | Z    | Dirceu             | Coritiba              |
|          | T    | Vágner Benazzi     | Sem clube             |
|          | A    | Aleilson           | Paragominas           |
|          | G    | Matheus            | Grêmio                |
|          | LD   | Max                | Vasco da Gama         |
|          | Z    | Jacó               | Joinville             |
|          | M    | Jaílton            | Joinville             |
|          | V    | Fabiano Silva      | Atlético de Ibirama   |
|          | LE   | Gilton             | Paraná                |
|          | Z    | Leonardo Dagostini | Rio Branco-SP         |
|          | T    | Arturzinho         | Sem clube             |
|          | M    | Tallys             | Central               |
|          | T    | Givanildo Oliveira | Sem clube             |
|          | A    | Marcelo Nicácio    | Vitória               |
|          | M    | Diego Barboza      | Vila Nova             |
|          | A    | Careca             | CENE                  |
|          | G    | Marcelo            | Penapolense           |
|          | V    | Zé Antônio         | Botafogo-SP           |
|          | Z    | Jean               | Guangdong Sunray Cave |
|          | LE   | Janilson           | XV de Piracicaba      |
|          | Z    | Fábio Sanches      | Atlético Sorocaba     |

| Saídas |      |                    |                      |
|        | Pos. | Jogador            | Clube de destino     |
|        | G    | Marcelo            | Rescindiu            |
|        | LE   | Gilton             | Dispensado           |
|        | A    | Iarley             | Rescindiu            |
|        | A    | Bruno              | Independente-PA      |
|        | M    | Helisson           | Independente-PA      |
|        | V    | Romário            | Independente-PA      |
|        | Z    | Diego Bispo        | Dispensado           |
|        | V    | Esdras             | Dispensado           |
|        | M    | Tallys             | Dispensado           |
|        | V    | Fabiano Silva      | Dispensado           |
|        | T    | Arturzinho         | Demitido             |
|        | Z    | Jacó               | Sem regulamentação   |
|        | LE   | Janilson           | Dispensado           |
|        | A    | João Neto          | Dispensado           |
|        | LE   | Brayan             | Dispensado           |
|        | LE   | Rodrigo Alvim      | Dispensado           |
|        | Z    | Jean               | Dispensado           |
|        | T    | Givanildo Oliveira | Demitido             |
|        | A    | Rafael Oliveira    | Académica de Coimbra |
|        | Z    | Thiago Costa       | Olhanense            |
|        | T    | Lecheva            | Demitido             |
|        | G    | Paulo Wanzeler     | Dispensado           |

#### Campeonato Paraense
Legenda
: Jogadores que voltam de empréstimo

: Jogadores emprestados
| Chegadas |      |               |                |
|          | Pos. | Jogador       | Clube anterior |
|          | LE   | Rodrigo Alvim | Joinville      |
|          | A    | Iarley        | Goiás          |
|          | V    | Esdras        | Vitória        |
|          | A    | João Neto     | Ipatinga       |
|          | Z    | Diego Bispo   | Santa Cruz     |
|          | M    | Eduardo Ramos | Vitória        |
|          | G    | Zé Carlos     | Boa Esporte    |

| Saídas |      |                   |                  |
|        | Pos. | Jogador           | Clube de destino |
|        | A    | Leleu             | Águia de Marabá  |
|        | A    | Zé Augusto        | Aposentado       |
|        | G    | Dalton            | Dispensado       |
|        | G    | Rubens            | Dispensado       |
|        | M    | Whelton           | Dispensado       |
|        | A    | Moisés            | Dispensado       |
|        | G    | João Ricardo      | Veranópolis      |
|        | Z    | Fábio Sanches     | Mogi Mirim       |
|        | Z    | Marcus Vinícius   | Red Bull Brasil  |
|        | LE   | Rodrigo Fernandes | Macaé            |
|        | V    | Júnior Maranhão   | Dispensado       |
|        | V    | Neto              | Bragantino       |
|        | M    | Harison Nery      | Dispensado       |
|        | M    | Leandrinho        | Luverdense       |
|        | M    | Thiago Potiguar   | Corinthians-AL   |
|        | A    | Kiros             | Porto-PE         |

## Partidas
| Nº | Data            | Competição     | Rodada    | Mandante               | Placar | Visitante              | Estádio                   | Cidade             | Público | Ref. |
| -- | --------------- | -------------- | --------- | ---------------------- | ------ | ---------------------- | ------------------------- | ------------------ | ------- | ---- |
| 1  | 6 de janeiro    | Amistoso       | -         | Sel. Barcarena         | 1 – 3  | Paysandu               | Lourival Cunha            | Barcarena          |         |      |
| 2  | 13 de janeiro   | Paraense (CB)  | 1ª        | Paysandu               | 2 – 2  | São Francisco-PA       | Estádio Curuzu            | Belém              | 9 839   |      |
| 3  | 16 de janeiro   | Paraense (CB)  | 2ª        | Paragominas            | 1 – 2  | Paysandu               | Estádio Arena Verde       | Paragominas        | 2 339   |      |
| 4  | 20 de janeiro   | Paraense (CB)  | 3ª        | Paysandu               | 6 – 2  | Águia de Marabá        | Estádio Curuzu            | Belém              | 5 036   |      |
| 5  | 26 de janeiro   | Paraense (CB)  | 4ª        | Remo                   | 2 – 1  | Paysandu               | Mangueirão                | Belém              | 39 076  |      |
| 6  | 31 de janeiro   | Paraense (CB)  | 5ª        | Cametá                 | 1 – 2  | Paysandu               | Estádio Parque do Bacurau | Cametá             | 3 241   |      |
| 7  | 3 de fevereiro  | Paraense (CB)  | 6ª        | Paysandu               | 3 – 1  | Tuna Luso              | Estádio Curuzu            | Belém              | 3 847   |      |
| 8  | 7 de fevereiro  | Paraense (CB)  | 7ª        | Paysandu               | 3 – 1  | Santa Cruz de Cuiarana | Estádio Curuzu            | Belém              | 5 445   |      |
| 9  | 13 de fevereiro | Paraense (CB)  | Semifinal | São Francisco-PA       | 0 – 2  | Paysandu               | Colosso do Tapajós        | Santarém           | 5 343   |      |
| 10 | 16 de fevereiro | Paraense (CB)  | Semifinal | Paysandu               | 6 – 1  | São Francisco-PA       | Estádio Curuzu            | Belém              | 6 869   |      |
| 11 | 24 de fevereiro | Paraense (CB)  | Final     | Paysandu               | 1 – 1  | Remo                   | Mangueirão                | Belém              | 36 668  |      |
| 12 | 3 de março      | Paraense (CB)  | Final     | Remo                   | 1 – 2  | Paysandu               | Mangueirão                | Belém              | 38 193  |      |
| 13 | 6 de março      | Paraense(EP)   | 1ª        | São Francisco-PA       | 0 – 2  | Paysandu               | Colosso do Tapajós        | Santarém           | 1 058   |      |
| 14 | 9 de março      | Paraense(EP)   | 2ª        | Paysandu               | 3 – 1  | Paragominas            | Estádio Curuzu            | Belém              | 4 011   |      |
| 15 | 12 de março     | Paraense(EP)   | 3ª        | Águia de Marabá        | 2 – 2  | Paysandu               | Estádio Zinho de Oliveira | Marabá             | 838     |      |
| 16 | 17 de março     | Paraense(EP)   | 4ª        | Paysandu               | 3 – 1  | Remo                   | Mangueirão                | Belém              | 15 251  |      |
| 17 | 20 de março     | Paraense(EP)   | 5ª        | Paysandu               | 1 – 1  | Cametá                 | Estádio Curuzu            | Belém              | 2 694   |      |
| 18 | 23 de março     | Paraense(EP)   | 6ª        | Tuna Luso              | 2 – 2  | Paysandu               | Mangueirão                | Belém              | 2 428   |      |
| 19 | 27 de março     | Paraense(EP)   | 7ª        | Santa Cruz de Cuiarana | 0 – 3  | Paysandu               | Mangueirão                | Belém              | 24      |      |
| 20 | 10 de abril     | Copa do Brasil | 1ª fase   | São Raimundo-RR        | 0 – 2  | Paysandu               | Ribeirão                  | Boa Vista          | 1 300   |      |
| 21 | 20 de abril     | Paraense(EP)   | Semifinal | Remo                   | 2 – 1  | Paysandu               | Mangueirão                | Belém              | 11 254  |      |
| 22 | 27 de abril     | Paraense(EP)   | Semifinal | Paysandu               | 1 – 2  | Remo                   | Mangueirão                | Belém              | 15 531  |      |
| 23 | 8 de maio       | Copa do Brasil | 2ª fase   | Naviraiense            | 0 – 1  | Paysandu               | Virotão                   | Naviraí            | 1 320   |      |
| 24 | 12 de maio      | Paraense (TA)  | Final     | Paragominas            | 0 – 4  | Paysandu               | Estádio Arena Verde       | Paragominas        | 4 927   |      |
| 25 | 15 de maio      | Copa do Brasil | 2ª fase   | Paysandu               | 0 – 2  | Naviraiense            | Estádio Curuzu            | Belém              | 11 316  |      |
| 26 | 19 de maio      | Paraense (TA)  | Final     | Paysandu               | 3 – 1  | Paragominas            | Mangueirão                | Belém              | 29 966  |      |
| 27 | 24 de maio      | Série B        | 1ª        | Paysandu               | 1 – 1  | ASA                    | [[Estádio Arena Verde     | Paragominas        | 1 047   |      |
| 28 | 28 de maio      | Série B        | 2ª        | Ceará                  | 1 – 0  | Paysandu               | Presidente Vargas         | Fortaleza          | 8 720   |      |
| 29 | 31 de maio      | Série B        | 3ª        | Paysandu               | 1 – 1  | América de Natal       | Estádio Arena Verde       | Paragominas        | 953     |      |
| 30 | 4 de junho      | Série B        | 4ª        | Paysandu               | 2 – 0  | Paraná                 | Mangueirão                | Belém              | 8 549   |      |
| 31 | 7 de junho      | Série B        | 5ª        | Atlético-GO            | 1 – 0  | Paysandu               | Serra Dourada             | Goiânia            | 1 868   |      |
| 32 | 11 de junho     | Série B        | 6ª        | Chapecoense            | 3 – 2  | Paysandu               | Arena Condá               | Chapecó            | 6 014   |      |
| 33 | 2 de julho      | Série B        | 7ª        | Paysandu               | 4 – 3  | Guaratinguetá          | Estádio Curuzu            | Belém              | 8 934   |      |
| 34 | 9 de julho      | Série B        | 8ª        | Paysandu               | 2 – 2  | São Caetano            | Estádio Curuzu            | Belém              | 12 070  |      |
| 35 | 17 de julho     | Copa do Brasil | 3ª fase   | Paysandu               | 0 – 0  | Atlético-PR            | Mangueirão                | Belém              | 12 082  |      |
| 36 | 20 de julho     | Série B        | 9ª        | Boa Esporte            | 1 – 0  | Paysandu               | Melão                     | Varginha           | 787     |      |
| 37 | 24 de julho     | Copa do Brasil | 3ª fase   | Atlético-PR            | 2 – 1  | Paysandu               | Vila Capanema             | Curitiba           | 5 702   |      |
| 38 | 27 de julho     | Série B        | 10ª       | ABC                    | 3 – 0  | Paysandu               | Frasqueirão               | Natal              | 2 437   |      |
| 39 | 30 de julho     | Série B        | 11ª       | Paysandu               | 2 – 1  | Figueirense            | Estádio Curuzu            | Belém              | 3 196   |      |
| 40 | 3 de agosto     | Série B        | 12ª       | Avaí                   | 2 – 0  | Paysandu               | Ressacada                 | Florianópolis      | 3 853   |      |
| 41 | 6 de agosto     | Série B        | 13ª       | Paysandu               | 0 – 2  | América Mineiro        | Estádio Curuzu            | Belém              | 2 532   |      |
| 42 | 9 de agosto     | Série B        | 14ª       | Paysandu               | 2 – 1  | Joinville              | Estádio Curuzu            | Belém              | 2 116   |      |
| 43 | 13 de agosto    | Série B        | 15ª       | Oeste                  | 1 – 0  | Paysandu               | Amaros                    | Itápolis           | 2 947   |      |
| 44 | 17 de agosto    | Série B        | 16ª       | Palmeiras              | 3 – 2  | Paysandu               | Pacaembu                  | São Paulo          | 16 936  |      |
| 45 | 24 de agosto    | Série B        | 17ª       | Paysandu               | 1 – 2  | Icasa                  | Estádio Curuzu            | Belém              | 7 564   |      |
| 46 | 31 de agosto    | Série B        | 18ª       | Bragantino             | 0 – 0  | Paysandu               | Nabi Abi Chedid           | Bragança Paulista  | 1 061   |      |
| 47 | 3 de setembro   | Série B        | 19ª       | Paysandu               | 2 – 0  | Sport                  | Estádio Curuzu            | Belém              | 9 127   |      |
| 48 | 6 de setembro   | Série B        | 20ª       | ASA                    | 1 – 1  | Paysandu               | Coaracy da Mata           | Arapiraca          | 3 233   |      |
| 49 | 10 de setembro  | Série B        | 21ª       | Paysandu               | 2 – 1  | Ceará                  | Estádio Curuzu            | Belém              | 9 344   |      |
| 50 | 14 de setembro  | Série B        | 22ª       | América de Natal       | 3 – 0  | Paysandu               | Nazarenão                 | Goianinha          | 1 721   |      |
| 51 | 17 de setembro  | Série B        | 23ª       | Paraná                 | 3 – 1  | Paysandu               | Vila Capanema             | Curitiba           | 3 934   |      |
| 52 | 21 de setembro  | Série B        | 24ª       | Paysandu               | 1 – 1  | Atlético Goianiense    | Curuzu                    | Belém              | 4 419   |      |
| 53 | 24 de setembro  | Série B        | 25ª       | Paysandu               | 2 – 1  | Ceará                  | Curuzu                    | Belém              | 5 351   |      |
| 54 | 01 de Outubro   | Série B        | 26ª       | Guaratinguetá          | 1 – 1  | Paysandu               | Ninho da Garça            | Guaratinguetá      | 1 479   |      |
| 55 | 05 de Outubro   | Série B        | 27ª       | São Caetano            | 3 – 1  | Paysandu               | Anacleto Campanella       | São Caetano do Sul | 434     |      |
| 56 | 08 de Outubro   | Série B        | 28ª       | Paysandu               | 0 – 0  | Boa Esporte            | Curuzu                    | Belém              | 5 556   |      |
| 57 | 15 de Outubro   | Série B        | 30ª       | Figueirense            | 3 – 2  | Paysandu               | Orlando Scarpelli         | Florianópolis      | 3 806   |      |
| 58 | 18 de Outubro   | Série B        | 31ª       | Paysandu               | 0 – 2  | Avaí                   | Curuzu                    | Belém              | 5 166   |      |
| 59 | 22 de Outubro   | Série B        | 29ª       | Paysandu               | 1 – 0  | ABC                    | Curuzu                    | Belém              | 7 365   |      |
| 60 | 29 de Outubro   | Série B        | 32ª       | América Mineiro        | 0 – 1  | Paysandu               | Independência             | Belo Horizonte     | 12 959  |      |
| 61 | 1 de Novembro   | Série B        | 33ª       | Joinville              | 4 – 2  | Paysandu               | Arena Joinville           | Joinville          | 8 456   |      |
| 62 | 9 de Novembro   | Série B        | 34ª       | Paysandu               | 3 – 3  | Oeste                  | Curuzu                    | Belém              | 7 883   |      |
| 63 | 12 de Novembro  | Série B        | 35ª       | Paysandu               | 1 – 0  | Palmeiras              | Mangueirão                | Belém              | 29 948  |      |
| 64 | 15 de Novembro  | Série B        | 36ª       | Icasa                  | 2 – 1  | Paysandu               | Romeirão                  | Juazeiro do Norte  |         |      |
| 65 | 23 de Novembro  | Série B        | 37ª       | Paysandu               | 0 – 1  | Bragantino             | Mangueirão                | Belém              | 12 465  |      |
| 66 | 30 de Novembro  | Série B        | 38ª       | Sport                  | 0 – 0  | Paysandu               | Ilha do Retiro            | Recife             |         |      |

Legenda:      Vitórias —      Empates —      Derrotas

### Amistosos
| 6 de janeiro | Seleção de Barcarena | 1 – 3 | Paysandu                                | Lourival Cunha |
| 10:00        | Maicon 78'           |       | 59' Djalma · 68' Raul · 89' Diego Ourém |                |

### Campeonato Paraense

#### Taça Cidade de Belém
| 13 de janeiro | Paysandu                         | 2 – 2          | São Francisco-PA              | Curuzu                                       |
| 10:00         | João Neto 44' · Yago Pikachu 57' | súmula borderô | 65' Caçula · 90+2' João Pedro | Público: 9 839 Árbitro: Wasley do Couto Leão |

| 16 de janeiro | Paragominas | 1 – 2          | Paysandu                            | Arena Verde                                              |
| 20:30         | Rubran 71'  | súmula borderô | 24' João Neto · 66' Rafael Oliveira | Público: 2 339 Árbitro: Dewson Fernando Freitas da Silva |

| 20 de janeiro | Paysandu                                                              | 6 – 2          | Águia de Marabá                 | Curuzu                                                    |
| 10:00         | Rafael Oliveira 26', 34', 63' · João Neto 36', 52' · Yago Pikachu 48' | súmula borderô | 38' William Santos · 74' Robert | Público: 5 036 Árbitro: Joelson Nazareno Ferreira Cardoso |

| 26 de janeiro | Remo                                  | 2 – 1          | Paysandu   | Mangueirão                                       |
| 16:00         | Val Barreto 8' · Leandro Cearense 87' | súmula borderô | 74' Iarley | Público: 39 076 Árbitro: Dewson Fernando Freitas |

| 31 de janeiro | Cametá      | 1 – 2          | Paysandu                       | Estádio Parque do Bacurau                               |
| 20:30         | Américo 24' | súmula borderô | 33' Eduardo Ramos · 80' Djalma | Público: 3 241 Árbitro: Marcos Antonio da Silva Mendoça |

| 3 de fevereiro | Paysandu                                                   | 3 – 1          | Tuna Luso            | Estádio Curuzu                                  |
| 16:00          | Rafael Oliveira 43' · Yago Pikachu 77' · Eduardo Ramos 89' | súmula borderô | 28' Pedrinho Mossoró | Público: 3 847 Árbitro: Andrey da Silva e Silva |

| 7 de fevereiro | Paysandu                                            | 3 – 1          | Santa Cruz de Cuiarana | Curuzu                                           |
| 20:30          | Rafael Oliveira 9' · Rodrigo Alvim 14' · Djalma 52' | súmula borderô | 39' Reis               | Público: 5 445 Árbitro: Joelson Silva dos Santos |

##### Semi-finais
| 13 de fevereiro | São Francisco-PA | 0 – 2   | Paysandu                         | Colosso do Tapajós                                 |
| 20:30           |                  | borderô | 40' João Neto · 85' Yago Pikachu | Público: 5 343 Árbitro: Dewson Fernando de Freitas |

| 16 de fevereiro | Paysandu                                                     | 6 – 1          | São Francisco-PA | Estádio Curuzu                                   |
| 19:00           | Rafael Oliveira 2', 9', 72' · João Neto 7', 19' · Djalma 55' | súmula borderô | 41' Caçula       | Público: 6 869 Árbitro: Joelson Silva dos Santos |

##### Finais
| 24 de fevereiro | Paysandu      | 1 – 1          | Remo             | Mangueirão                                   |
| 16:00           | João Neto 34' | súmula borderô | 90+1' Zé Antônio | Público: 36 668 Árbitro: Héber Roberto Lopes |

| 3 de fevereiro | Remo                 | 1 – 2          | Paysandu      | Mangueirão                                       |
| 16:00          | Leandro Cearense 39' | súmula borderô | 30', 86' Raul | Público: 38 193 Árbitro: Ricardo Marques Ribeiro |

#### Taça Estado do Pará
| 6 de março | São Francisco-PA | 0 – 2          | Paysandu                      | Colosso do Tapajós                           |
| 20:30      |                  | súmula borderô | 85' Heliton · 90+2' João Neto | Público: 1 058 Árbitro: Cláuber José Miranda |

| 9 de março | Paysandu                                 | 3 – 1          | Paragominas        | Estádio Curuzu                                    |
| 19:00      | João Neto 16' · Djalma 32' · Heliton 71' | súmula borderô | 76' Paulo de Tarso | Público: 4 011 Árbitro: Edeval Augusto Figueiredo |

| 12 de março | Águia de Marabá                  | 2 – 2          | Paysandu                        | Estádio Zinho de Oliveira                  |
| 20:30       | Edkleber 27' · Danilo Galvão 37' | súmula borderô | 6' (gc.) Vitor · 75' Alex Gaibu | Público: 838 Árbitro: Cláuber José Miranda |

| 17 de março | Paysandu                                               | 3 – 1          | Remo       | Mangueirão                                           |
| 16:00       | Yago Pikachu 20' · Diego Bispo 31' · Eduardo Ramos 46' | súmula borderô | 87' Branco | Público: 15 251 Árbitro: Francisco Carlos Nascimento |

| 20 de março | Paysandu            | 1 – 1          | Cametá   | Estádio Curuzu                                          |
| 20:30       | Rafael Oliveira 68' | súmula borderô | 70' Tetê | Público: 2 694 Árbitro: Marco Antônio da Silva Mendonça |

| 23 de março | Tuna Luso                  | 2 – 2          | Paysandu                           | Mangueirão                                   |
| 16:00       | Maninho 88' · Daniel 90+2' | súmula borderô | 40' Yago Pikachu · 73' Diego Bispo | Público: 2 428 Árbitro: Wasley do Couto Leão |

| 27 de março | Santa Cruz de Cuiarana | 0 – 31         | Paysandu | Mangueirão                                   |
| 20:30       |                        | súmula borderô |          | Público: 24 Árbitro: Benedito Pinto da Silva |

- Nota 1: Santa Cruz não entrou em campo e levou W.O.

##### Semi-finais
| 20 de abril | Remo                           | 2 – 1          | Paysandu  | Mangueirão                                        |
| 18:30       | Val Barreto 9' · Jhonnatan 36' | súmula borderô | 67' Pablo | Público: 11 254 Árbitro: Joélson Silva dos Santos |

| 27 de abril | Paysandu   | 1 – 2          | Remo                              | Mangueirão                                       |
| 18:30       | Djalma 51' | súmula borderô | 5' Leandro Cearense · 64' Clebson | Público: 15 531 Árbitro: Ricardo Marques Ribeiro |

#### Final (Taça Açaí)
| 12 de maio | Paragominas | 0 - 4          | Paysandu                                                          | Arena Verde                                     |
| 17:00      |             | súmula borderô | 23' Djalma · 39' Eduardo Ramos · 42' Rafael Oliveira · 83' Iarley | Público: 4 927 Árbitro: Andrey da Silva e Silva |

| 19 de maio | Paysandu                                       | 3 - 1          | Paragominas | Mangueirão                                                 |
| 17:00      | Raul 10' · Rafael Oliveira 29' · João Neto 43' | súmula borderô | 3' Rubran   | Público: 29 966 Árbitro: Joélson Nazareno Ferreira Cardoso |

### Copa do Brasil
Fonte: Confederação Brasileira de Futebol

#### Primeira fase
| 10 de abril | São Raimundo-RR | 0 – 2                            | Paysandu                        | Ribeirão, Boa Vista                                   |
| 21:00       |                 | Súmula Eletrônica Súmula Borderô | 23' Eduardo Ramos · 26' Héliton | Público: 1 300 Árbitro: AM Edmar Campos da Encarnação |

#### Segunda fase
| 8 de maio | Naviraiense | 0 – 1 | Paysandu           | Virotão, Naviraí                                  |
| 22:00     |             |       | 7' Rafael Oliveira | Público: 1 320 Árbitro: MT Alinor da Silva Paixão |

| 15 de maio | Paysandu | 0 – 2[F2] | Naviraiense                     | Curuzu, Belém                                      |
| 20:30      |          |           | 82' Pequi · 90+3' Adriano Chuva | Público: 11 316 Árbitro: MA Mayron dos Reis Novais |

Notas
- ^ F2. O Paysandu retornará à competição após o julgamento do Naviraiense pelo STJD.[37]

#### Terceira Fase
| 17 de julho | Paysandu | 0 – 0 | Atlético Paranaense | Mangueirão, Belém                                        |
| 19:30       |          |       |                     | Público: 12,082 Árbitro: GO André Luiz de Freitas Castro |

| 24 de julho | Atlético Paranaense           | 2 – 1 | Paysandu       | Vila Capanema, Curitiba            |
| 19:30       | Paulo Baier 07' · Marcelo 57' |       | 71' Zé Antônio | Árbitro: RJ Grazianni Maciel Rocha |

### Campeonato Brasileiro

#### Primeiro turno
| 24 de maio | Paysandu           | 1 – 1 | ASA          | Arena Verde, Paragominas                              |
| 21:50      | Rafael Oliveira 5' |       | 7' Wanderson | Público: 1 047 Árbitro: AM Edmar Campos da Encarnação |

| 28 de maio | Ceará    | 1 – 0 | Paysandu | Estádio Presidente Vargas, Fortaleza                 |
| 19:30      | Mota 68' |       |          | Público: 8 720 Árbitro: RN Ítalo de Medeiros Azevedo |

| 31 de maio | Paysandu         | 1 – 1 | América de Natal | Arena Verde, Paragominas                         |
| 19:30      | Yago Pikachu 18' |       | 45+1' Cascata    | Público: 953 Árbitro: CE Avelar Rodrigo da Silva |

| 4 de junho | Paysandu                                | 2 – 0 | Paraná | Estádio Mangueirão, Belém                         |
| 19:30      | Rafael Oliveira 57' · Eduardo Ramos 77' |       |        | Público: 8 549 Árbitro: DF Rodrigo Batista Raposo |

| 7 de junho | Atlético Goianiense | 1 – 0 | Paysandu | Estádio Serra Dourada, Goiânia                       |
| 19:30      | Anselmo 21'         |       |          | Público: 1 868 Árbitro: RN Íatlo Medeiros de Azevedo |

| 11 de junho | Chapecoense                | 3 – 2 | Paysandu                       | Arena Condá, Chapecó                             |
| 19:30       | Bruno Rangel 42', 74', 90' |       | 64' Eduardo Ramos · 89' Iarley | Público: 6 014 Árbitro: TO Jânio Pires Gonçalves |

| 2 de julho | Paysandu                            | 4 – 3 | Guaratinguetá                                     | Estádio da Curuzu, Belém                         |
| 21:00      | Alex Gaibu 2' · Careca 7', 35', 74' |       | 5' Juninho · 30' Douglas Tanque · 54' Júlio César | Público: 8 934 Árbitro: PE Nielson Nogueira Dias |

| 9 de julho | Paysandu                 | 2 – 2 | São Caetano                  | Estádio da Curuzu, Belém                                |
| 21:00      | Marcelo Nicácio 68', 83' |       | 45' Jael · 56' Samuel Santos | Público: 12 070 Árbitro: PI Antônio Dib Moraes de Sousa |

| 20 de julho | Boa Esporte          | 1 – 0 | Paysandu | Estádio Melão, Varginha                        |
| 16:20       | Fernando Karanga 31' |       |          | Público: 787 Árbitro: RS Fabricio Neves Correa |

| 27 de julho | ABC                              | 3 – 0 | Paysandu | Estádio Frasqueirão, Natal                                  |
| 21:00       | Guto 23' · Pingo 77' · Bileu 83' |       |          | Público: 2 437 Árbitro: CE Francisco de Assis Almeida Filho |

| 30 de julho | Paysandu                       | 2 – 1 | Figueirense | Estádio da Curuzu, Belém                |
| 21:50       | Marcelo Nicácio 40' (pen), 53' |       | 28' Tcho    | Público: 3 196 Árbitro: MT Wagner Reway |

| 3 de agosto | Avaí                           | 2 – 0 | Paysandu | Estádio da Ressacada, Florianópolis      |
| 16:20       | 23' Márcio Diogo · 88' Luciano |       |          | Público: 3 853 Árbitro: RS Roger Goulart |

| 6 de agosto | Paysandu | 0 – 2 | América Mineiro                         | Estádio da Curuzu, Belém                         |
| 21:50       |          |       | 45+2' Vitor Hugo · 75' Leandro Ferreira | Público: 2 532 Árbitro: RJ Rodrigues Nunes de Sá |

| 9 de agosto | Paysandu                      | 2 – 1 | Joinville   | Estádio da Curuzu, Belém                           |
| 21:50       | Heliton 10' · Diego Bispo 26' |       | 75' Eduardo | Público: 2 116 Árbitro: MG Cleisson Veloso Pereira |

| 13 de agosto | Oeste           | 1 – 0 | Paysandu | Estádio dos Amaros, Itápolis                           |
| 19:30        | Bruno Nunes 38' |       |          | Público: 2 947 Árbitro: MG Renato Cardoso da Conceição |

| 17 de agosto | Palmeiras                                      | 3 – 2 | Paysandu                     | Estádio do Pacaembu, São Paulo                               |
| 16:20        | Alan Kardec 73' · Mendieta 84' · Leandro 90+5' |       | 14' Pablo · 65' Yago Pikachu | Público: 18 850 Árbitro: PE Gilberto Rodrigues Castro Júnior |

| 24 de agosto | Paysandu | 1 – 2 | Icasa                                  | Estádio da Curuzu, Belém                                      |
| 21:00        | Raul 2'  |       | 60' Juninho Potiguar · 76' (pen) Tadeu | Público: 7 564 Árbitro: AL Charles Hebert Cavalcante Ferreira |

| 31 de agosto | Bragantino | 0 – 0 | Paysandu | Estádio Nabi Abi Chedid, Bragança Paulista |
| 16:20        |            |       |          | Público: 1 041 Árbitro: PR Fábio Filipus   |

| 3 de setembro | Paysandu                                    | 2 – 0 | Sport | Estádio da Curuzu, Belém                 |
| 21:50         | Marcelo Nicácio 7' · Yago Pikachu 78' (pen) |       |       | Público: 9 127 Árbitro: SP Raphael Claus |

#### Segundo turno
| 6 de setembro | ASA             | 1 – 1 | Paysandu           | Estádio Fumeirão, Arapiraca                          |
| 21:50         | Tiago Garça 85' |       | 4' Marcelo Nicácio | Público: 1 506 Árbitro: RN Ítalo Medeiros de Azevedo |

| 10 de setembro | Paysandu                       | 2 – 1 | Ceará          | Estádio da Curuzu, Belém                         |
| 19:00          | Eduardo Ramos 9' · Heliton 84' |       | 66' Ricardinho | Público: 9 344 Árbitro: SC Ronan Marques da Rosa |

| 14 de setembro | América de Natal                                 | 3 – 0 | Paysandu | Estádio Nazarenão, Goianinha                  |
| 21:00          | Rodrigo Pimpão 14' · Vinícius Pacheco 90', 90+4' |       |          | Público: 1 721 Árbitro: MG Alício Pena Júnior |

| 17 de setembro | Paraná                              | 3 – 1 | Paysandu     | Estádio Vila Capanema, Curitiba                  |
| 21:50          | Paulo Sérgio 9' · Reinaldo 26', 69' |       | 72' Aleilson | Público: 3 934 Árbitro: MS Marcos Mateus Pereira |

| 21 de setembro | Paysandu | 0 – 0 | Atlético Goianiense | Estádio da Curuzu, Belém                          |
| 21:00          |          |       |                     | Público: 4 419 Árbitro: DF Rodrigo Batista Raposo |

| 24 de setembro | Paysandu                           | 2 – 1 | Chapecoense        | Estádio da Curuzu, Belém                           |
| 19:30          | Yago Pikachu 4' · Eduardo Ramos 6' |       | 90+3' Bruno Rangel | Público: 5 351 Árbitro: CE Avelar Rodrigo da Silva |

| 1 de outubro | Guaratinguetá        | 1 – 1 | Paysandu               | Estádio Ninho da Garça, Guaratinguetá            |
| 19:30        | Leandro Ferreira 49' |       | Yago Pikachu 60' (pen) | Público: 1 479 Árbitro: PR Felipe Gomes da Silva |

| 5 de outubro | São Caetano                                        | 3 – 1 | Paysandu   | Estádio Anacleto Campanella, São Caetano do Sul |
| 21:00        | Fred 52' · Douglas Grolli 61' · Luiz Eduardo 90+4' |       | 83' Careca | Público: 434 Árbitro: SC Célio Amorim           |

| 8 de outubro | Paysandu | 0 – 0 | Boa Esporte | Estádio da Curuzu, Belém                              |
| 21:50        |          |       |             | Público: 5 556 Árbitro: AM Edmar Campos da Encarnação |

| 22 de outubro | Paysandu         | 1 – 0 | ABC | Estádio Mangueirão, Belém                        |
| 19:30         | Yago Pikachu 24' |       |     | Público: 7 365 Árbitro: PR Felipe Gomes da Silva |

| 15 de outubro | Figueirense                                     | 3 – 2 | Paysandu                      | Estádio Orlando Scarpelli, Florianópolis |
| 21:50         | Pablo 18' · Wellington Saci 51' · Maylson 90+1' |       | 10' Yago Pikachu · 83' Iarley | Público: 3 806 Árbitro: PR Fábio Filipus |

| 18 de outubro | Paysandu | 0 – 2 | Avaí                             | Estádio da Curuzu, Belém                          |
| 19:30         |          |       | 51' Betinho · 72' Cléber Santana | Público: 5 166 Árbitro: RJ Grazianni Maciel Rocha |

| 29 de outubro | América Mineiro | 0 – 1 | Paysandu   | Estádio Independência, Belo Horizonte                  |
| 21:00         |                 |       | 37' Careca | Público: 12 959 Árbitro: RS Jean Pierre Gonçalves Lima |

| 1 de novembro | Joinville                                                                        | 4 – 2 | Paysandu                  | Arena Joinville, Joinville                  |
| 19:30         | Diogo Oliveira 29' · Edigar Junio 32' · Wellington Bruno 61' · Marcelo Costa 79' |       | 68' Leonardo · 75' Careca | Público: 8 456 Árbitro: PE Cláudio Mercante |

| 9 de novembro | Paysandu                                     | 3 – 3 | Oeste                              | Estádio da Curuzu, Belém                          |
| 17:20         | Pablo 41' · Marcelo Nicácio 79' (pen), 90+4' |       | 15' Adriano · 19' Bruno · 61' Lelê | Público: 7 883 Árbitro: RJ Wagner dos Santos Rosa |

| 12 de novembro | Paysandu         | 1 – 0 | Palmeiras | Estádio Mangueirão, Belém                    |
| 21:50          | Yago Pikachu 58' |       |           | Público: 29 948 Árbitro: RS Anderson Daronco |

| 15 de novembro | Icasa                     | 2 – 1 | Paysandu         | Estádio Romeirão, Juazeiro do Norte |
| 21:50          | Leandro 1' · Elanardo 72' |       | 39' Yago Pikachu | Árbitro: RJ Péricles Bassols        |

| 23 de novembro | Paysandu | 0 – 1 | Bragantino | Estádio Mangueirão, Belém                         |
| 17:20          |          |       | 55' Lincom | Público: 12 465 Árbitro: RJ Felipe Gomes da Silva |

| 30 de novembro | Sport | 0 – 0 | Paysandu | Estádio Ilha do Retiro, Recife               |
| 16:20          |       |       |          | Árbitro: CE Francisco de Assis Almeida Filho |

## Desempenho por competição

### Campeonato Paraense

#### Taça Cidade de Belém
Primeira Fase
Fase final
|  | Semifinais       | Semifinais | Semifinais | Semifinais |   |      | Final | Final | Final | Final |
|  |                  |            |            |            |   |      |       |       |       |       |
|  | Remo             | 2          | 2          | 4          |   |      |       |       |       |       |
|  | Paragominas      | 2          | 0          | 2          |   |      |       |       |       |       |
|  | Paragominas      | 2          | 0          | 2          |   | Remo | 1     | 1     | 2     |       |
|  |                  |            |            |            |   | Remo | 1     | 1     | 2     |       |
|  |                  | Paysandu   | 1          | 2          | 3 |      |       |       |       |       |
|  | Paysandu         | Paysandu   | 1          | 2          | 3 | 2    | 6     | 8     |       |       |
|  | Paysandu         |            |            |            |   | 2    | 6     | 8     |       |       |
|  | São Francisco-PA | 0          | 1          | 1          |   |      |       |       |       |       |

Última atualização em 11 de abril de 2013

#### Taça Estado do Pará
Última atualização em 11 de março de 2013

### Copa do Brasil
Última atualização em 24 de Julho de 2013

### Campeonato Brasileiro
Última atualização em 16 de fevereiro de 2013

## Retrospecto por adversários
Atualizado após Sport 0x0 Paysandu (30 de novembro de 2013)

## Campanhas
Atualizado dia 18 de março - Último jogo: Paysandu 3x1 Remo (17 de março de 2013)

### Amistosos
|                    | Mandante | Visitante | Total |  |
| ------------------ | -------- | --------- | ----- |  |
| Jogos              | 0        | 1         | 1     |  |
| Vitórias           | 0        | 1         | 1     |  |
| Empates            | 0        | 0         | 0     |  |
| Derrotas           | 0        | 0         | 0     |  |
|                    |          |           |       |  |
| Gols marcados      | 0        | 3         | 3     |  |
| Gols sofridos      | 0        | 1         | 1     |  |
| Saldo de gols      | 0        | 2         | 2     |  |
|                    |          |           |       |  |
| Aproveitamento (%) | 0        | 100       | 100   |  |

### Campeonato Paraense
|               | Mandante | Visitante | Total |  |
| ------------- | -------- | --------- | ----- |  |
| Jogos         | 8        | 7         | 15    |  |
| Vitórias      | 6        | 5         | 11    |  |
| Empates       | 2        | 1         | 3     |  |
| Derrotas      | 0        | 1         | 1     |  |
|               |          |           |       |  |
| Gols marcados | 27       | 13        | 40    |  |
| Gols sofridos | 10       | 7         | 17    |  |
| Saldo de gols | 17       | 6         | 23    |  |

### Geral
|               | Mandante | Visitante | Total |  |
| ------------- | -------- | --------- | ----- |  |
| Jogos         | 8        | 8         | 16    |  |
| Vitórias      | 6        | 6         | 12    |  |
| Empates       | 2        | 1         | 3     |  |
| Derrotas      | 0        | 1         | 1     |  |
|               |          |           |       |  |
| Gols marcados | 27       | 16        | 43    |  |
| Gols sofridos | 10       | 8         | 18    |  |
| Saldo de gols | 17       | 8         | 25    |  |

## Estatísticas
Atualizado dia 16 de março - Último jogo: Águia de Marabá 2x2 Paysandu (12 de março de 2013)

### Jogos
| #     | Jogador            | Total de jogos na temporada | Amistosos | Campeonato Paraense | Copa do Brasil | Campeonato Brasileiro |
| ----- | ------------------ | --------------------------- | --------- | ------------------- | -------------- | --------------------- |
| 1     | Yago Pikachu       | 61                          | 1         | 21                  | 4              | 35                    |
| 2     | Eduardo Ramos      | 57                          | 0         | 19                  | 5              | 33                    |
| 3     | Vanderson          | 49                          | 1         | 18                  | 2              | 28                    |
| 4     | Raul               | 45                          | 1         | 17                  | 5              | 22                    |
| 5     | Djalma             | 44                          | 1         | 18                  | 4              | 21                    |
| 6     | Iarley             | 42                          | 0         | 17                  | 3              | 22                    |
| 7     | Alex Gaibu         | 39                          | 1         | 14                  | 3              | 21                    |
| 7     | Diego Bispo        | 39                          | 1         | 20                  | 3              | 15                    |
| 8     | João Neto          | 36                          | 1         | 21                  | 5              | 9                     |
| 9     | Heliton            | 35                          | 1         | 11                  | 3              | 20                    |
| 10    | Pablo              | 34                          | 1         | 11                  | 0              | 22                    |
| 10    | Zé Antônio         | 34                          | 0         | 0                   | 2              | 32                    |
| 11    | Fábio Sanches      | 29                          | 0         | 0                   | 2              | 27                    |
| 11    | Ricardo Capanema   | 29                          | 1         | 16                  | 3              | 9                     |
| 12    | Rafael Oliveira    | 28                          | 1         | 19                  | 3              | 5                     |
| 13    | Marcelo Nicácio    | 25                          | 0         | 0                   | 0              | 25                    |
| 13    | Zé Carlos          | 25                          | 1         | 15                  | 2              | 7                     |
| 14    | Esdras             | 23                          | 1         | 11                  | 3              | 8                     |
| 15    | Careca             | 22                          | 0         | 0                   | 2              | 20                    |
| 16    | Diego Barboza      | 18                          | 0         | 0                   | 1              | 17                    |
| 16    | Paulo Rafael       | 18                          | 0         | 3                   | 1              | 14                    |
| 16    | Rodrigo Alvim      | 18                          | 0         | 13                  | 4              | 1                     |
| 17    | Aleilson           | 13                          | 0         | 0                   | 0              | 13                    |
| 17    | Leonardo Dagostini | 13                          | 0         | 0                   | 0              | 13                    |
| 18    | Jailton            | 12                          | 0         | 0                   | 0              | 12                    |
| 18    | Thiago Costa       | 12                          | 1         | 10                  | 1              | 0                     |
| 19    | Marcelo            | 11                          | 0         | 0                   | 2              | 9                     |
| 20    | Billy              | 10                          | 1         | 3                   | 2              | 4                     |
| 20    | Gilton             | 10                          | 0         | 0                   | 0              | 10                    |
| 20    | Janilson           | 10                          | 0         | 0                   | 0              | 10                    |
| 21    | Matheus            | 9                           | 0         | 0                   | 0              | 9                     |
| 22    | Dennis             | 8                           | 0         | 0                   | 0              | 8                     |
| 23    | Brayan             | 7                           | 1         | 6                   | 0              | 0                     |
| 24    | Dirceu             | 6                           | 0         | 0                   | 0              | 6                     |
| 24    | Lineker            | 6                           | 1         | 5                   | 0              | 0                     |
| 24    | Paulo Wanzeler     | 6                           | 1         | 5                   | 0              | 0                     |
| 25    | Fabiano Silva      | 5                           | 0         | 0                   | 0              | 5                     |
| 26    | Jean               | 4                           | 0         | 0                   | 1              | 3                     |
| 26    | Tallys             | 4                           | 0         | 0                   | 1              | 3                     |
| 27    | Caio               | 2                           | 0         | 0                   | 0              | 2                     |
| 27    | Max                | 2                           | 0         | 0                   | 0              | 2                     |
| 27    | Gleissinho         | 2                           | 1         | 0                   | 1              | 0                     |
| 28    | Araújo             | 1                           | 0         | 0                   | 0              | 1                     |
| 28    | Artur              | 1                           | 0         | 0                   | 0              | 1                     |
| 28    | Bruno              | 1                           | 0         | 0                   | 0              | 1                     |
| 28    | Cássio             | 1                           | 0         | 0                   | 0              | 1                     |
| 28    | Chileno            | 1                           | 0         | 0                   | 0              | 1                     |
| 28    | Diego Ourém        | 1                           | 1         | 0                   | 0              | 0                     |
| 28    | Helisson           | 1                           | 1         | 0                   | 0              | 0                     |
| 28    | Murilo             | 1                           | 0         | 0                   | 0              | 1                     |
| 28    | Romário            | 1                           | 0         | 1                   | 0              | 0                     |
| 28    | William Leandro    | 1                           | 0         | 0                   | 0              | 1                     |
| Jogos | Jogos              | 66                          | 1         | 22                  | 5              | 38                    |

### Artilharia
| #          | Jogador            | Total de gols na temporada | Amistosos | Campeonato Paraense | Copa do Brasil | Campeonato Brasileiro |
| ---------- | ------------------ | -------------------------- | --------- | ------------------- | -------------- | --------------------- |
| 1          | Rafael Oliveira    | 15                         | 0         | 12                  | 1              | 2                     |
| 1          | Yago Pikachu       | 15                         | 0         | 6                   | 0              | 9                     |
| 2          | João Neto          | 11                         | 0         | 11                  | 0              | 0                     |
| 3          | Eduardo Ramos      | 9                          | 0         | 4                   | 1              | 4                     |
| 4          | Marcelo Nicácio    | 8                          | 0         | 0                   | 0              | 8                     |
| 5          | Djalma             | 7                          | 1         | 6                   | 0              | 0                     |
| 6          | Careca             | 6                          | 0         | 0                   | 0              | 6                     |
| 7          | Heliton            | 5                          | 0         | 2                   | 1              | 2                     |
| 7          | Raul               | 5                          | 1         | 3                   | 0              | 1                     |
| 8          | Iarley             | 4                          | 0         | 2                   | 0              | 2                     |
| 9          | Diego Bispo        | 3                          | 0         | 2                   | 0              | 1                     |
| 9          | Pablo              | 3                          | 0         | 1                   | 0              | 2                     |
| 10         | Alex Gaibu         | 2                          | 0         | 1                   | 0              | 1                     |
| 11         | Aleilson           | 1                          | 0         | 0                   | 0              | 1                     |
| 11         | Diego Ourém        | 1                          | 1         | 0                   | 0              | 0                     |
| 11         | Leonardo Dagostini | 1                          | 0         | 0                   | 0              | 1                     |
| 11         | Rodrigo Alvim      | 1                          | 0         | 1                   | 0              | 0                     |
| 11         | Zé Antônio         | 1                          | 0         | 0                   | 1              | 0                     |
| Gol contra | Gol contra         | 1                          | 0         | 1                   | 0              | 0                     |
| W.O.       | W.O.               | 3                          | 0         | 3                   | 0              | 0                     |
| Total      | Total              | 102                        | 3         | 55                  | 4              | 40                    |

### Desempenho dos treinadores
- Última atualização em 30 de Novembro de 2013.

#### Desempenho geral
| Técnico                        | J  | V  | E  | D  | GP  | GC | SG | %     |
| ------------------------------ | -- | -- | -- | -- | --- | -- | -- | ----- |
| Lecheva                        | 29 | 17 | 7  | 5  | 63  | 31 | 32 | 66,66 |
| Rogérinho Gameleira (Interino) | 4  | 2  | 1  | 1  | 4   | 3  | 1  | 58,33 |
| Givanildo Oliveira             | 8  | 1  | 2  | 5  | 9   | 15 | -6 | 33,33 |
| Arturzinho                     | 11 | 3  | 2  | 6  | 11  | 17 | -6 | 33,33 |
| Vagner Benazzi                 | 14 | 4  | 4  | 6  | 16  | 21 | -5 | 38,09 |
| Total                          | 66 | 27 | 16 | 23 | 103 | 87 | 16 | 48,98 |

### Cartões
| # | Jogador          | Total | Expulso | Penalizado com cartão amarelo |
| - | ---------------- | ----- | ------- | ----------------------------- |
| 1 | Vanderson        | 5     | 2       | 3                             |
| 2 | Esdras           | 4     | 0       | 4                             |
| 2 | Heliton          | 4     | 0       | 4                             |
| 2 | Raul             | 4     | 0       | 4                             |
| 2 | Ricardo Capanema | 4     | 0       | 4                             |
| 3 | Alex Gaibu       | 3     | 0       | 3                             |
| 3 | Eduardo Ramos    | 3     | 0       | 3                             |
| 3 | Rodrigo Alvim    | 3     | 0       | 3                             |
| 3 | Thiago Costa     | 3     | 0       | 3                             |
| 4 | Djalma           | 2     | 1       | 1                             |
| 4 | João Neto        | 2     | 0       | 2                             |
| 5 | Zé Carlos        | 1     | 0       | 1                             |

### Tabela geral
Jogadores riscados já não integram mais o elenco do Paysandu ou estão em período de empréstimo.

## Categorias de base

### Copa São Paulo de Futebol Júnior
Na Copinha, o Paysandu foi eliminado na primeira fase com uma campanha ruim, perdendo dois jogos (Comercial e Vasco da Gama) e empatando um jogo (Botafogo-SP).
| Time          | Pts | J | V | E | D | GP | GS | SG |
| ------------- | --- | - | - | - | - | -- | -- | -- |
| Vasco da Gama | 7   | 3 | 2 | 1 | 0 | 4  | 2  | +2 |
| Comercial     | 4   | 3 | 1 | 1 | 1 | 4  | 3  | +1 |
| Botafogo-SP   | 4   | 3 | 1 | 1 | 1 | 4  | 4  | 0  |
| Paysandu      | 1   | 3 | 0 | 1 | 1 | 1  | 4  | -3 |

| 5 de janeiro | Comercial               | 2 – 0 | Paysandu | Estádio Dr. Francisco de Palma Travassos, Ribeirão Preto |
| 09:00        | Kaique 56' · Sidney 86' |       |          |                                                          |

| 8 de janeiro | Paysandu | 0 – 1 | Vasco da Gama | Estádio Dr. Francisco de Palma Travassos, Ribeirão Preto |
| 21:00        |          |       | 24' Malco     |                                                          |

| 11 de janeiro | Botafogo-SP | 1 – 1 | Paysandu   | Estádio Dr. Francisco de Palma Travassos, Ribeirão Preto |
| 19:00         | Hugo 82'    |       | 90' Adauto |                                                          |

### Copa 2 de Julho
O Paysandu disputou a Copa 2 de Julho no segundo semestre, um dos maiores torneios do futebol Sub-17 do Brasil. Foi uma das melhores equipes da competição, sendo eliminado apenas nas semifinais pela Seleção Brasileira.

#### Primeira fase
| Time                          | Pts | J | V | E | D | GP | GS | SG  |
| ----------------------------- | --- | - | - | - | - | -- | -- | --- |
| Paysandu                      | 10  | 5 | 3 | 1 | 1 | 10 | 2  | 8   |
| Seleção de Cachoeira          | 9   | 5 | 3 | 0 | 2 | 6  | 6  | 0   |
| Seleção de Salvador           | 7   | 5 | 2 | 1 | 2 | 9  | 7  | 2   |
| Cruzeiro                      | 7   | 5 | 2 | 1 | 2 | 6  | 6  | 0   |
| Seleção de Irecê              | 6   | 5 | 1 | 3 | 1 | 7  | 5  | 2   |
| Seleção de Conceição da Feira | 3   | 5 | 1 | 0 | 4 | 3  | 15 | -12 |

| 1 de julho | Paysandu | 0 – 0 | Seleção de Irecê | Governador Paulo Souto, Cachoeira |
| 15:00      |          |       |                  |                                   |

| 2 de julho | Paysandu | 2 – 1 | Seleção de Salvador | Governador Paulo Souto, Cachoeira |
| 15:00      |          |       |                     |                                   |

| 3 de julho | Seleção de Cachoeira | 1 – 0 | Paysandu | Governador Paulo Souto, Cachoeira |
| 16:00      |                      |       |          |                                   |

| 5 de julho | Seleção de Conceição da Feira | 0 – 6 | Paysandu | Estádio Municipal Carmelito Barbosa Alves, Cruz das Almas |
| 15:00      |                               |       |          |                                                           |

| 6 de julho | Cruzeiro-BA | 0 – 2 | Paysandu | Estádio Municipal Carmelito Barbosa Alves, Cruz das Almas |
| 15:00      |             |       |          |                                                           |

#### Oitavas-de-final
| 8 de julho | Paysandu | 2 – 0 | Seleção de Carmópolis | Governador Paulo Souto, Cachoeira |
| 15:00      |          |       |                       |                                   |

#### Quartas-de-final
| 9 de julho | Paysandu | 3 – 1 | Seleção de Itaparica | Estádio Municipal Edvaldo Costa Santos, Lauro de Freitas |
| 16:30      |          |       |                      |                                                          |

#### Semi-final
| 11 de julho | Paysandu | 1 – 4 | Brasil | Estádio Municipal de Dias D'Ávila, Dias d'Ávila |
| 16:00       |          |       |        |                                                 |